# 내촌초등학교 협성분교
내촌초등학교 협성분교는 대한민국 강원특별자치도 홍천군 두촌면 괘석리 420-1에 있었던 초등학교이다.

## 연혁
- 1956. 12. 19 협성초등학교 개교
- 1994. 3. 1 내촌국민학교 협성분교장 격하
- 1996. 3. 1 내촌초등학교 협성분교 개칭
- 1999. 9. 1 폐교